# (1180) Rita
(1180) Rita est un astéroïde de la ceinture principale extérieure découvert le 9 avril 1931 par l'astronome allemand Karl Wilhelm Reinmuth. Le lieu de découverte est Heidelberg (024). Sa désignation provisoire était 1931 GE.